# Tephrosia odorata
'Tephrosia odorata é uma espécie vegetal da família Fabaceae.
Apenas pode ser encontrada no Iémen.
Os seus habitats naturais são: campos de gramíneas subtropicais ou tropicais secos de baixa altitude.